# Bonares
Bonares es un municipio español de la provincia de Huelva, perteneciente a la comunidad autónoma de Andalucía. Se encuentra ubicado a orillas del Río Tinto. La extensión superficial del término municipal es de 66 km². El municipio cuenta con una población de 6153 habitantes (INE 2024) y una densidad de 91,82 hab/km². Su economía es principalmente agrícola (viñedo, fresa, frambuesa y olivos).

## Toponimia
El topónimo Bonares proviene del término «Bodonales», que significa "terreno encenagado". Los fenómenos fonéticos propios del dialecto andaluz, en concreto la igualación de la /l/ y la /ɾ/ implosivas y la pérdida de la /d/ intervocálica, dieron lugar al topónimo actual.

## Historia
Desde la civilización de Tartessos hasta la colonización romana aparecieron, en la actualidad, en la finca denominada Los Bojeos, cercana al río Tinto, restos de una villa romana perteneciente, posiblemente, al siglo I de la Era Cristiana. 
En la actualidad, entre los documentos históricos de los cuales se tiene conocimiento, destaca el texto de José Antonio García, que narra lo siguiente: "desde la época visigótica, a partir del siglo V la arqueología y epigrafía nos corroboran determinados asentamientos castrenses, con el descubrimiento y posterior asedio y conquista de la ciudad de Niebla por Alfonso X El Sabio (s. XIII)". En esta época comienza, ya ininterrumpidamente, la etapa cristiana. En esta época, Bonares, tras la concesión en 1369, con el título de Condado de Niebla, de su término y aldeas a Juan Alonso de Guzmán, vincula su devenir al recién constituido señorío, al que permanecería vinculado durante los siglos siguientes.

## Medio físico

### Ubicación
El núcleo urbano se encuentra localizado en la parte norte del término, con una altitud de 81 m sobre el nivel del mar y a una distancia de 30 km de la capital de la provincia. 

## Geografía
Orografía
Todo el término municipal de Bonares está caracterizado por la sucesión de alcores. El pueblo está ubicado entre alcores, circunstancia que produce la sensación de baja situación con respecto al nivel del mar. Este paisaje va perdiendo altitud hasta alcanzar los límites de la marisma, ya en las proximidades de San Juan del Puerto.
Hidrografía
El río Tinto atraviesa el término municipal de Bonares, procedente de Niebla, al norte.
Flora y fauna
A la entrada del pueblo (desde la autopista) es posible ver una colonia de abejarucos (Merops apiaster).
En los bordes de algunas casas, han instalado nidos aviones comunes (Delichon urbica). Aunque escasas, suelen aparecer golondrinas comunes (Hirundo rustica), algo más grandes que los aviones comunes. Se les distingue por tener la cola rabihorcada más larga.
Otro reptil que puede ser visto en los alrededores del pueblo es el eslizón tridáctilo (Chalcides chalcides) y el eslizón ibérico (Ch. bedriagei). Estos comparten hábitat con la culebrilla ciega (Blanus cinereus), que no es venenosa, ignorancia popular que la ha llevado casi a la extinción. Dentro de las serpientes observadas cabe destacar la culebra bastarda o de Montpelier (Malpolon monspessulanus), que a pesar de ser un colúbrido, es ligeramente venenosa y tiene los glifos (colmillos de inyección de veneno) muy atrás en la mandíbula, por lo que es muy difícil que los llegue a clavar al atacar a una persona o animal mayor. Dentro del género natrix, es posible ver en los humedales culebras de collar (Natrix natrix) y, aunque con menos frecuencia, culebras viperinas (Natrix maura).
Además de ratas y ratones, entre los mamíferos ya desaparecidos del municipio y emblema del escudo del pueblo está el lince ibérico (Lynx pardina) que depredaba a la liebre ibérica (Lepus granatensis) y los escasos conejos (Oryctolagus cuniculus), cazados en la actualidad por los cazadores locales.

### Clima
En Bonares existe una considerable disminución de las precipitaciones en la época estival, mientras que la temperatura media del mes más cálido supera los 22 °C y la del mes más frío es entre -3 °C y 18 °C. Según la clasificación climática de Köppen, el clima corresponde con el tipo Csa – Mediterráneo Típico, clima predominante en las zonas de interior de la mitad sur de la península ibérica.
Por otra parte, según la clasificación agroclimática de Papadakis, en Bonares el tipo de clima correspondería al Mediterráneo Subtropical, con inviernos de tipo Ci y veranos de tipo G. El régimen térmico es Subtropical Cálido (SU), mientras que el régimen hídrico o de humedad se clasifica en Mediterráneo Húmedo (ME), lo que supone que sus tierras de cultivo sean ideales para los cítricos, los olivos o el cereal.
| Parámetros climáticos promedio de Bonares                      | Parámetros climáticos promedio de Bonares | Parámetros climáticos promedio de Bonares | Parámetros climáticos promedio de Bonares | Parámetros climáticos promedio de Bonares | Parámetros climáticos promedio de Bonares | Parámetros climáticos promedio de Bonares | Parámetros climáticos promedio de Bonares | Parámetros climáticos promedio de Bonares | Parámetros climáticos promedio de Bonares | Parámetros climáticos promedio de Bonares | Parámetros climáticos promedio de Bonares | Parámetros climáticos promedio de Bonares | Parámetros climáticos promedio de Bonares |
| Mes                                                            | Ene.                                      | Feb.                                      | Mar.                                      | Abr.                                      | May.                                      | Jun.                                      | Jul.                                      | Ago.                                      | Sep.                                      | Oct.                                      | Nov.                                      | Dic.                                      | Anual                                     |
| -------------------------------------------------------------- | ----------------------------------------- | ----------------------------------------- | ----------------------------------------- | ----------------------------------------- | ----------------------------------------- | ----------------------------------------- | ----------------------------------------- | ----------------------------------------- | ----------------------------------------- | ----------------------------------------- | ----------------------------------------- | ----------------------------------------- | ----------------------------------------- |
| Temp. media (°C)                                               | 10.80                                     | 11.70                                     | 13.20                                     | 15.00                                     | 18.30                                     | 21.80                                     | 25.00                                     | 24.70                                     | 21.70                                     | 18.20                                     | 13.30                                     | 10.70                                     | 17.00                                     |
| Precipitación total (mm)                                       | 96.50                                     | 92.10                                     | 63.80                                     | 46.10                                     | 28.50                                     | 24.50                                     | 0                                         | 1.80                                      | 18.30                                     | 62.30                                     | 92.00                                     | 103.60                                    | 629.30                                    |
| Fuente: SIGA, Ministerio de Agricultura, Pesca y Alimentación. |                                           |                                           |                                           |                                           |                                           |                                           |                                           |                                           |                                           |                                           |                                           |                                           |                                           |

## Demografía
Bonares cuenta con una población de 6153 habitantes (INE 2024).
| Gráfica de evolución demográfica de Bonares entre 1842 y 2021                                                       |
| |
| Población de derecho según los censos de población del INE Población de hecho según los censos de población del INE |

## Economía
La economía de Bonares se puede catalogar fundamentalmente como agrícola, aunque también se den otros sectores y tengan su importancia. Sin embargo, la base de la economía es la agricultura y concretamente la de regadío (fresas y frambuesas), la cual influye sobremanera en los demás sectores.

### Evolución de la deuda viva municipal
| Gráfica de evolución de Deuda viva del Ayuntamiento de Bonares entre 2008 y 2019                                |
| |
| Deuda viva del Ayuntamiento de Bonares en miles de Euros según datos del Ministerio de Hacienda y Ad. Públicas. |

## Cultura

### Patrimonio histórico
- Ermita de Santa María Salomé.
- Ermita de San Sebastián.
- Iglesia Parroquial Nuestra Señora de la Asunción: templo de estilo multilíneo en el que se observan la armoniosa confluencia del arte barroco y el mudéjar, edificada en el siglo XVII.[8]
- Capillas de las Cruces de Mayo.
- Ayuntamiento (1928, reformado en 1993).

### Lugares de interés
El Arboreto de El Villar es una de las más amplias colecciones vivas de eucaliptos de Europa. Se trata de una plantación de diversas especies del género Eucalyptus sobre 69,50 hectáreas, que en sus inicios agrupó más de 70 variedades. A este laboratorio natural, situado en la zona sudoeste del término de Bonares, a unos 10 kilómetros del núcleo urbano y atravesado por el arroyo Palomeras, se llega por el camino de barro «Las Playeras» o bien, si se viene de Rociana, por el carril de La Vaqueriza. La singularidad del Arboreto de Bonares estriba en que constituye una de las curiosidades botánicas más interesantes y desconocidas de la provincia y de España.
- Paraje natural "El Corchito"

### Fiestas y ferias
- Cruces de Mayo (tercera semana de mayo), fiesta de interés turístico regional de Andalucía.
- Romerito (tercer sábado de mayo).
- Fiestas patronales Sta. Mª Salomé (del 21 al 25 de octubre).
- Corpus Cristi.
- Domingo de Resurrección.

### Gastronomía
La gastronomía bonariega ha sido y sigue siendo un punto de unión para todos los bonariegos; dependiendo de la estación del año o simplemente de las condiciones climáticas del día, los habitantes de Bonares eligen entre la variedad de platos populares. Estos, a veces simples y sencillos, son siempre originales y propios de la localidad. Las recetas pueden variar ligeramente de unas familias a otras, pero conservan siempre las bases establecidas por los bonariegos desde tiempos muy lejanos. Se enumera una serie de platos caseros populares:
- Habas enzapatás
- Vinagreras
- Tostada con bacalao
- Poleá
- Revoltillos
- Tortas de Pascua